# Expansión incaica

Mapa de la expansión incaica durante la fase imperial. La pequeña área oscura corresponde al periodo curacal.
Pachacútec (1438-1463)
Túpac Inca (1463-1471)
Túpac Yupanqui (1471-1493)
Huayna Cápac (1493-1525)

La expansión incaica es un proceso histórico que se inicia con la derrota de los chancas por parte de los incas del Cuzco y que se trunca con la conquista española.
Sobre las fases de expansión del Tahuantinsuyo existen varias hipótesis y divisiones hechas por diversos historiadores. Algunos autores concuerdan en la división de tres fases en la expansión del Tahuantinsuyo: la consolidación y primera expansión; la segunda expansión; y la tercera expansión y caída.
En tanto en la historia local de algunos países se periodifica la incursión incaica en etapas que representan el avance incaico en sus respectivos territorios. Así como también existen muchas discrepancias entre los investigadores sobre las incursiones incaicas en algunas zonas que han sido poco estudiadas.

## La consolidación y primera expansión
Le corresponde a los reinados de Sinchi Roca y Lloque Yupanqui. Durante esta etapa los gobernantes establecieron alianzas con las sociedades contiguas al Cusco, estas alianzas establecieron los lazos que servirían en el futuro para expandir su territorio inca .

## Segunda expansión
Corresponde a los gobiernos de los incas Mayta Cápac, Cápac Yupanqui, Inca Roca, Yahuar Huáca y Wiracocha. Durante el reinado de Wiracocha Titu Cusi Yupanqui (Pachacutec) se impone a los Chancas y establece su hegemonía en la cuenca del Vilcanota, Apurimac y Pampas.

## Tercera expansión
Durante este periodo gobernaron Pachacutec, Túpac Yupanqui, Huayna Cápac, Huascar y Atahualpa. Los tres primeros expandieron en Chile 
Tahuantinsuyo hasta su máxima amplitud. Los dos últimos se enfrentaron en una guerra interna por el poder del Tahuantinsuyo.

## Guerra de sucesión incaica
Los siguientes Sapa Incas, no realizaron expansión territorial alguna, por el contrario, se dedicaron un imperio consolidado. Más en algún momento nace la ambición por la supremacía en el Imperio: Huáscar Inca Yupanqui, consideraba que históricamente el Imperio había sido gobernado por las panacas reales del Cuzco tanto del Hanan Cuzco como del Hurin Cuzco. Quizá aconsejado por sus generales, se da cuenta de que su posición era poco estratégica para una potencial expansión territorial hacia el sur (conocía que al sur del límite del Imperio, no había nada atractivo que conquistar), y que hacia el norte no lo podía hacer, debido a su lindancia con la porción del Imperio que gobernaba su medio hermano Atahualpa. También se da cuenta de que en mejor posición estaba Atahualpa, ya que él si podía iniciar conquistas territoriales hacia el norte, volverse más poderoso y avasallar al Cuzco. Son algunas de las razones que podrían haber desencadenado la guerra intestina entre los hermanos.

### Huáscar Inca Yupanqui y Atahualpa
Huáscar Inca Yupanqui (de la panaca de los Hanan Cuzco) y Atahualpa (hijo Tocto Ocllo Coca), tras la muerte de su padre Huayna Cápac se convertiría en el gobernador de la ciudad de Quito mientras que Huascar pasaría a ser el emperador del Tahuantinsuyo.
Más o menos durante cinco años, ambos Incas gobernaron en armonía, sin que ninguno de ellos armara expedición conquistadora, por varias razones:
- 1. Huáscar Inca Yupanqui, porque no tenía más reinos ricos que conquistar; y,
- 2. Atahualpa, porque se dedicó a sacar provecho y disfrutar de los ricos territorios que heredó.

Como el sistema incaico de mantener cohesionado el imperio, era la dádiva y la reciprocidad, en algún momento, seguramente, el del Cuzco, necesitaba más producción que la que tenía para mantener cohesionado su parte del Imperio, por lo que las panacas que rodeaban a Huáscar Inca Yupanqui, comenzaron a darse cuenta, que fue un error elegir como emperador a Huascar.
Villanueva Sotomayor, nos dice al respecto:

“Envió a Quito a un alto dignatario de su corte para que le dé un mensaje a Atahuallpa inca, donde se consignaba lo siguiente:

Que, desde Manco Cápac, todos los reinos y provincias que los incas iban sojuzgando dependían del Cuzco.
Que, más por amor filial que por justicia, había permitido el reinado de Atahualpa Inca en Quito.
Que, esa situación perjudicaba los intereses de la nobleza cuzqueña y a sus sucesores.
Atahuallpa Inca aceptó la invitación para que el juramento de lealtad fuera más solemne. Huáscar Inca Yupanqui, aceptó la petición.

Atahualpa mandó avisar a todos los curacas que fueran con sus “arreos, galas y ornamentos” hacia el Cuzco. Pero a sus fieles generales, con quienes había luchado en las conquistas de Huayna Cápac y sabían de la astucia y del valor del Inca, les ordenó que, secretamente, escogiesen la gente más útil y la aleccionaran para que llevase sus armas sin que éstas fueran descubiertas”.

Partió la comitiva hacia el Cuzco, los soldados partieron en forma fraccionada también y se fueron juntando cerca al Cuzco, al mando de los generales Challcuchimac y Quizquiz. Atahualpa iba detrás de su ejército, pero se quedó en los límites sur de su imperio a esperar los acontecimientos. Los curacas y otros funcionarios del gobierno dependientes del Cuzco, que vieron pasar al ejército de Atahualpa, avisaron a Huáscar Inca Yupanqui de la traición que tramaba su hermano.
Huáscar Inca Yupanqui, que había confiado en su hermano, solicitó a todos los curacas del Imperio que acudiesen al Cuzco con todos sus ejércitos. Mientras tanto el ejército de Atahualpa, cruzaba el río Apurímac con 20.000 hombres en franca actitud bélica. En el trayecto entre el río Apurímac y el Cuzco, se le juntó otra fracción de su ejército con 10 000 soldados más. Las tropas llegaron hasta Villcacunca, a 30 km del Cuzco.
Huáscar Inca Yupanqui, salió del Cuzco con una tropa de 10 000 soldados y acampó a 15 km al oeste del Cuzco a esperar los refuerzos que venían del Contisuyo. Hasta ahí fueron a buscarlos las tropas de Atahualpa, y se produjo el enfrentamiento en la zona denominada Quepaipa. La batalla fue muy cruel y salió vencedor el ejército de Atahualpa, debido a los experimentados generales que tenía: Challcuchimac y Quizquiz. Huáscar Inca Yupanqui, fue capturado, luego de la batalla, cuando escapaba. Noticiado Atahualpa de la prisión de Huáscar Inca Yupanqui, se trasladó a Xauxa (Jauja). Desde este sitio mandó llamar a todos los parientes y curacas del Cuzco para “…capitular con todos ellos ciertos fueros y estatutos que de allí adelante se guardasen entre los dos reyes, para que viviesen en toda paz y hermandad”.
Desde la batalla de Quepaipa (de haber sucedido fue hacia 1532, según algunas fuentes) hasta la muerte de los parientes de Huáscar Inca Yupanqui, pasaron “casi dos años y medio”. Durante este tiempo, es probable que las tropas leales a Huáscar Inca Yupanqui, se hayan sublevado en varias partes del Tawantinsuyo, y se hayan producido brutales enfrentamientos. Agustín de Zárate, cuenta:

“Y llegando a la ciudad de los Cañares (nota: Cañaris) mató 60 mil hombres de ellos, porque le habían sido contrarios.

Y metió fuego y a sangre y asoló la población de Tumibamba situada en un llano, ribera de tres ríos, la cual era muy grande.
Y de allí fue conquistando la tierra.

Y de los que se defendían no dejaba hombre vivo”.
Agustín de Zárate#GGC11C

De tal magnitud debió ser la revuelta, que Atahualpa, o no se atrevió a entrar al Cuzco o no tuvo tiempo de hacerlo, pero siempre mantuvo cautivo a Huáscar Inca Yupanqui. Hasta que definitivamente, las diezmadas tropas de Huáscar, fueron derrotadas. Recién ahí Atahualpa, se dirige al Cuzco. Antes de su entrada a la ciudad imperial, Atahualpa se enteró de la llegada de los españoles, que cambiarían la historia del Imperio inca.
Waldemar Espinoza Soriano, sobre la masacre cuzqueña y la muerte de Huáscar Inca Yupanqui, nos dice:

“Los mitmas incas de Quito con los cayambes, carangues y pastos diezmaron a casi toda la familia de Huáscar y Túpac Yupanqui. Perpetraron destrozos increíbles en el Cuzco; únicamente respetaron el acllahuasi y el Coricancha. De las momias incas, la de Túpac Yupanqui fue vilipendiada y achicharrada.

Huáscar, que había perdido en la batalla de Cotabamba, la última de la guerra civil, fue sometido a un lacerante escarnio. Sus esposas e hijos eran asesinados y desmembrados en su presencia; incluso su personal de servicio. En fin, todos los que habían simpatizado con él eran perseguidos, colgados y desviscerados, exhibiendo sus cadáveres desde Jaquijauana hasta el Cuzco.
Así fue como los cayambes, carangues y pastos se vengaron de la hecatombe de Yaguarcocha, mientras que para los mitimaes incas de Quito, que colaboraban con Atahualpa, significaba capturar el poder y gobierno del Tahuantinsuyu.
En la forma más indigna que puede imaginarse, Huáscar fue extraído para llevárselo a la presencia de Atahualpa, no en andas como estilaban los soberanos incas, sino a pie, caminando cual un insignificante plebeyo, con las manos amarradas a la espalda, jalándolo por medio de cuerdas atadas al cuello.

Pero no pudo comparecer frente a su hermano “victorioso”, porque éste ordenó victimarlo en el paraje de Andamarca, al suroeste de Huamachuco, en la hoy provincia de Santiago de Chuco. Cosa que fue cumplida por sus secuaces, tirando sus restos mortales al río Yanamayo. Así evitó que se aliara con los españoles”.
Waldemar Espinoza Soriano#GGC11C

Por su parte Julio R. Villanueva Sotomayor, nos dice:

“Desde los tiempos de Manco Cápac, había una gran cantidad de llactas alrededor del Cuzco que servían a los incas con gente de absoluta confianza que, de manera tradicional, hacían en la corte servicios de “porteros, aguadores, guardajoyas, botilleros, leñaderos, aguadores, jardineros…, etc”. Por tan importantes oficios, eran tratados como nobles de privilegio y “tenían el apellidos de Inca”. Ellos también fueron  perseguidos y ajusticiados".

Y para que no quedasen otros, “porque por turnos venían al Cozco”, los generales de Atahualpa mandaron a parte de sus tropas para que destruyeran las llactas de las que eran originarios.
La intensidad del castigo a los poblados estuvo de acuerdo con la importancia del oficio que los incas les tenían asignados.
Por ejemplo, a los custodios de las alhajas del Sapa Inca los castigaron matando a todos los habitantes de sus llactas y demoliendo sus edificios públicos y viviendas.
Acudieron al Cuzco todos los incas de la sangre real de Huáscar Inca, a quienes, por disposición expresa de Atahuallpa Inca, los generales Challcuchima y Quísquiz mandaron matar, para que no hubiera ningún peligro de sublevación ni reclamo de legítima sucesión.
A Huáscar Inca le obligaron a presenciar todas esas muertes. Uno de esos días crueles, todos los curacas, funcionarios reales y altos militares fueron llevados a la explanada de Sacsahuana (Sacsayhuamán o Sacsahuamán) y los hicieron formar en dos filas, con las manos atadas.
De pronto, los indefensos prisioneros vieron que traían a Huáscar Inca vestido de color plomo, atadas sus manos atrás y con una soga en el cuello; y que era obligado a pasar entre ellos. Todos se arrodillaron ante el Zapa Inca.
Esa prueba de lealtad era lo que estaban esperando los verdugos de Challcuchima y Quízquiz para utilizar sus champis o porras y proceder a matarlos a golpes. Muy pocos de ellos se salvaron de esa salvaje matanza.

Luego, juntaron a todas las mujeres y niños en el Coricancha y de ahí los iban sacando y llevando a Yahuarpampa, donde los mataron a todos, usando los métodos más crueles”.
Julio E. Villanueva Sotonayor#GGC11C

Así, se desangró el Gran Imperio inca, dada el desafortunado testamento del Sapa Inca Huayna Cápac y la ambición de los hermanos, que heredaron el imperio. Todo ello teniendo a puertas, al invasor español. Los últimos incas, no hicieron conquistas, se mataron entre ellos.

### Origen del conflicto
Era costumbre en el Tahuantinsuyo que cuando el Sapa Inca se ausentaba del Cuzco, siempre dejaba a su reemplazante. Ese encargo podía recaer en un auqui o en una junta de orejones o nobles cuzqueños. Esos gobernantes temporales mantenían con el Sapa Inca, donde él estuviera, una comunicación casi diaria, gracias al servicio de los quipucamáyocs y de los chasquis. Así, por ejemplo, durante las ausencias de Huayna Cápac, una tetrarquía de orejones o nobles, gobernó el Cuzco. Estuvo integrada por Topa Cusi Huallpa, Hilaquita, Auqui Topa Inca y Tito Atauchi. En el séquito del Sapa Inca, siempre estuvieron sus otros hijos: Ninan Cuyuchi y Atahualpa.
Huáscar Inca Yupanqui era hijo de Huayna Cápac y de la coya Raura Ocllo. Había nacido en el Cuzco y pertenecía, por descendencia materna, al linaje de Túpac Inca Yupanqui. Era más administrador que guerrero.
Atahualpa era también hijo de Huayna Cápac, pero éste lo tuvo con la ñusta Tupa Palla (hay cronistas, que sugieren que fue hijo de Tocto Coca. “Se llamó Toctollo”, dice Santa Cruz Pachacútec. Si hubiese sido así, su linaje descendía de Pachacútec Inca Yupanqui. Pero, hay duda sobre donde nació Atahualpa, veamos:
- 1. Hay quienes afirman que nació en Quito (por ejemplo: Inca Garcilaso de la Vega, Antonio Vásquez de Espinoza, Pedro Pizarro, Agustín Zárate, Pedro Gutiérrez de Santa Clara y Francisco López de Gómara).
- 2. Felipe Guamán Poma de Ayala afirma que nació en Chachapoyas.

Lo cierto es que Atahualpa se destacó por su espíritu guerrero, ganándose la confianza de su padre.
Sin embargo, Huayna Cápac, había establecido la siguiente orden de sucesión:
- 1. Primera opción, su hijo Ninancuyuchi.
- 2. Segunda opción, Huáscar Inca Yupanqui.

Atahualpa, no estuvo en sus planes iniciales. Esta versión es sostenida por los cronistas Pedro Sarmiento de Gamboa, Juan Santa Cruz Pachacúti Yamqui, Bernabé Cobo, Martín de Murúa y Miguel Cabello Valboa.
Para asegurarse de su buena elección, Huayna Cápac consultó con los augures. Un villaoma partió a hacer los sacrificios de la callpa (“la fuerza o poder del alma o del cuerpo: augur”). En eso, Huayna Cápac cayó enfermo de viruela, en Quito. Ante la gravedad de la situación, una embajada especial, comandada por Cusi Topa Yupanqui, fue enviada a Tumipampa para que avise a Ninancuyuchi de la decisión de su padre para que sea el reemplazante en el trono imperial.
El villaoma regresó a Quito desalentado por las “respuestas negativas” de los augures. Los enviados a Tumipampa también retornaron a Quito. Llegaron con la fatal noticia de que Ninancuyuchi, había fallecido. Esos malos informes ya no pudieron ser escuchados por el Sapa Inca, porque Huayna Cápac, había dejado de existir.
El Tawantinsuyu había quedado acéfalo; sin gobernante oficial, real. Ante tal situación de incertidumbre, los orejones de la corte imperial que estaban en Quito urdieron un estratagema. Decidieron llevar la momia de Huayna Cápac al Cuzco “como si estuviera vivo, para no generar mayor desconcierto”, pero Atahualpa y un grupo de nobles se quedaron, sospechosamente, en Quito. En cambio, Raura Ocllo, la madre de Huáscar Inca Yupanqui, salió apresuradamente de Quito rumbo al Cuzco para dar esa noticia a su hijo. Otra de sus intenciones era convencer a los nobles orejones para que nombren a Huáscar Inca Yupanqui como al nuevo Sapa Inca. Después de ella, recién la comitiva, con la momia de Huayna Cápac, llegó primero a Limatambo; luego, al Cuzco.
Al llegar la comitiva al Cuzco, Huáscar Inca Yupanqui, se encolerizó, porque comprobó que Atahualpa no estaba en ella, confirmándose la versión de su madre. Culpó a los orejones “por no haberlo llevado”. En verdad, Atahualpa, había desacatado la orden de su hermano mayor, el auqui, de trasladarse a la capital imperial.
Huáscar Inca Yupanqui perdió toda la confianza que le tenía a Atahualpa y llegó a creer que todos los que llevaron la momia de Huayna Cápac eran cómplices de tamaña ofensa a su investidura imperial. Por eso, dispuso que matasen a todos los orejones de la comitiva venida de Quito; cosa que se cumplió en el acto. Ese castigo para algunos cronistas, se realizó en el Cuzco; para otros, en Limatambo. Los orejones a quienes Huáscar Inca Yupanqui había hecho ejecutar, pertenecían al linaje de Pachacútec Inca Yupanqui. El principal de ellos fue Cusi Topa Yupanqui. Por lo tanto, esa medida molestó a las panacas del Hanan Cuzco.
Atahualpa se dirigió a Tumipampa, donde hizo construir varios edificios públicos imperiales, presuntamente “en homenaje a Huáscar Inca Yupanqui”. Pero las intrigas cortesanas en el Cuzco, se incrementaron. Los huascaristas veían en todos los actos de Atahualpa la inminencia de una traición y los atahualpistas, creían percibir en cada gesto de Huáscar Inca Yupanqui, los deseos de una hegemonía en los beneficios del Imperio, excluyéndolos. Por supuesto, esas insinuaciones aumentaron la desconfianza y acrecentaron el mutuo resentimiento entre ambos hermanos.
Ullco Colla, curaca de Tumipampa, envió mensajeros a Huáscar Inca Yupanqui haciéndole saber que Atahualpa intentaba sublevarse. Más que nunca, consideró que Atahualpa era un gran peligro para su trono. Atahualpa, era el preferido de los mandos militares del ejército imperial, como Challcuchima c y Quízquiz, cuyos mandos más importantes, se habían quedado con él en Quito y Tumipampa.
Mensajeros especiales de Atahualpa llevaron al Cuzco ricos presentes a Huáscar Inca Yupanqui, para apaciguarlo y ganar tiempo. Pero Huáscar no cayó en la trampa y los regalos fueron menospreciados y los mensajeros ejecutados.
Los generales de Atahualpa, se aprovecharon de la rivalidad de los hermanos, para intrigar y desatar la hostilidad abierta de Atahualpa hacia Huáscar Inca Yupanqui: a partir de ahora se desató la guerra civil, por la hegemonía del Tawantinsuyu. “Cuando Atahualpa estaba todavía en Tumipampa, haciendo preparativos para la contienda, cayó prisionero. “Fue apresado por los cañaris leales a Huáscar Inca Yupanqui”, dicen algunos cronistas. “Fue derrotado por tropas enviadas del Cuzco, por Huáscar Inca Yupanqui”, dicen otros cronistas. Lo cierto es que fue encerrado en un tambo real, de donde fue liberado durante la noche por sus partidarios. Se dice que una mamacuna le proporcionó una barra de cobre con la que hizo un forado en la pared y logró escabullirse sin ser notado por sus vigilantes, “que festejaban el triunfo””. Atahualpa aprovechó astutamente dicho episodio, porque hizo creer que el Inti lo había transformado en amaru (serpiente) para que pueda escaparse por una rendija del tambo real. Esa leyenda se propaló por todo el Imperio y convirtió a Atahualpa en un ser mítico.
El ejército se Atahualpa, se reorganizó en Quito. Con ese nuevo ejército, retornó a Tumipampa, tomando dicha plaza y destruyó la ciudad de los cañaris, fundada por Túpac Yupanqui y convertida por su padre Huayna Cápac, como su llacta preferida. El ejército de Atahualpa, luego de las acciones descritas anteriormente, se dirigió hacia Tumbes, destruyendo todos los poblados que encontraba. De Tumbes lanzó un ataque con balsas a la isla de la Puná, partidarios de Huáscar Inca Yupanqui. El curaca de la Puná, enterado de las intenciones de Atahualpa, reunió un ejército de balsas, también y salió al encuentro de las balsas con el ejército de Atahualpa. El combate fue feroz, Atahualpa fue herido en una pierna y su ejército llevó la peor parte, tanto así, que tuvieron que retirarse y retornar a Quito. El victorioso curaca de la Puná, invadió Tumbes y la castigó duramente, tomando prisioneros a la guarnición dejada por Atahualpa. A la llegada de Francisco Pizarro a Tumbes, encontró 600 atahualpistas prisioneros.
Mientras esto ocurría en el sector del gobierno de Atahualpa, en el Cuzco, Huáscar Inca Yupanqui, que había sido elegido por la nobleza cuzqueña, se mostraba en el Cuzco como un gobernante “pusilánime, violento, cruel y desatinado”. No logró captar la simpatía de la clase dirigente incaica ni el respeto de los generales del ejército de Huayna Cápac que se hallaban en la ciudad capital”. Además de lo anterior, Huáscar Inca Yupanqui se hizo impopular porque no asistía a los festejos y comidas que se realizaban en la plaza del Cuzco, y que eran organizadas por las panacas; apartó de su entorno a los integrantes de los ayllus, que tradicionalmente se encargaban de su custodia y en su reemplazó, se rodeó de un grupo de cañaris y chachapuyas y llegó a amenazar a las panacas de despojarlas de sus tierras y otros bienes. Lo que colmó el vaso, fue que ordenó enterrar las momias que las panacas conservaban; la tradición dice que le oyeron decir: “en el Cuzco hay más momias que vivos”. Lo anterior era particularmente grave porque 

"... según las costumbres cuzqueñas, las momias de los difuntos Incas se conservaban como si éstos estuviesen con vida, rodeadas de sus mujeres y servidores. Suyos eran los mejores campos de las afueras del Cuzco, es así que los muertos gozaban de mayores riquezas y privilegios que los vivos. Alrededor de los cuerpos de los pasados soberanos se reunía un numeroso séquito que se sustentaba a costa de las panacas, y ocupaba la capital en recíprocas fiestas, borracheras y comilonas.
María Rostworowski#GGC11C

Todas las acciones de Huáscar Inca Yupanqui, explicadas, despertaron el rencor de las panacas, de sus servidores y demás entorno. Se dice que Huáscar Inca Yupanqui, en alguna oportunidad, quiso pasarse del Hanan Cuzco al Hurin Cuzco. Cosa contraria le pasaba a Atahualpa, que había pasado diez años lejos de las intrigas cortesanas del Cuzco y era muy querido por los generales del ejército imperial, gran parte de los cuales, lo apoyaban, sobre todo el sector del ejército más experimentado y hábil.

### Desarrollo del conflicto
Así las cosas, se inicia la contienda civil. Huáscar Inca Yupanqui, envió un numeroso ejército a Tumipampa, al mando del general Atoc. Al enterarse de la movilización del ejército cuzqueño, Atahualpa ordena la marcha de su ejército inca, al mando de los generales Challcuchimac, Quízquiz, Rumiñahui y Ucamari. El primer encuentro entre ambos ejércitos, se realizó en Chillopampa, saliendo triunfador el general Atoc. Como quiera que no exista relación escrita, tampoco los cronistas están de acuerdo con esto. Al respecto, Miguel Cabello Balboa, el cronista, dice que ese primer encuentro se realizó en Mullihambato. Según el mismo cronista, en una segunda batalla salieron victoriosas las tropas de Atahualpa. Según Pedro Cieza de León, hubo sólo una batalla entre los ejércitos de ambos incas. Pero es evidente que en la campaña norteña la victoria final correspondió a las tropas atahualpistas. En la campaña norteña murió Ullco Colla, curaca de Tumipampa. Los generales Atoc y Hango, cayeron prisioneros y fueron cruelmente victimados. Según una versión, les volvieron ciegos y los abandonaron en un paraje solitario, donde murieron de hambre y sed. Según otros, murieron ante la presencia de sus enemigos. De sus pieles, se habría hecho tambores de guerra. Del cráneo de Atoc, “mandó hacer Challcuchima un recipiente con adornos de oro para beber chicha”, dice un cronista.
Luego de lo anterior, el nuevo ejército inca del Cuzco, al mando de los orejones Huanca Auqui, Ahuapanti e Inca Roca, salieron del Cuzco con dirección norte; mientras que el nuevo ejército inca de Quito, lo hizo hacia el sur y a su encuentro, al mando de los generales Challcuchimac y Quízquiz. Ambos ejércitos se encuentran y enfrentan en Caxabamba, siendo derrotados los huascaristas. Luego de esta batalla, todas las batallas posteriores, se definieron a favor de los atahualpistas, tanto así, “…que los huascaristas sólo protegieron su retirada hacia el Cuzco”. Las batallas que se sucedieron luego de la de Caxabamba, fueron, Cocha Huailla (Huancabamba - Huambo), Pumpu (meseta de Bombón), Jauja (valle del Mantaro) y Vilcas (Ayacucho).
Derrotado Huáscar Inca Yupanqui, en la campaña del norte, replegó su ejército al Cuzco, en donde lo reorganizó y dividió en tres ejércitos. El primero, a su mando, custodiado por nobles guerreros del Hurin Cuzco, Cañaris y Chachapoyas. El segundo ejército, al mando de Uampa Yupanqui, que lo movilizó hacia Cotabambas, en donde se encontraban las tropas de Atahualpa y el tercer Ejército, al mando de Huanca Auqui, que tenía por misión, vigilar al ejército de Atahualpa y atacarlo por sorpresa. Ambos ejércitos, se vuelven a encontrar en Guanacopampa (distrito de Tambopata, provincia de Cotabambas, región Apurímac). El primer ejército que tomó contacto con el ejército atahualpista, fue el de Uampa Yupanqui. La tradición cuenta que muerto el general atahualpista Tomay Rima, Huáscar Inca Tupanqui, ordena a todo su ejército atacar a los ejércitos de Atahualpa, quienes se repliegan al anochecer, a una colina cercana. Destacaron en esta contienda, los generales huascaristas Tito Atauchi y Topa Atao. Al notar Huáscar Inca Yupanqui que estaba rodeado de hierba seca, ordena prender fuego, lo que provocó un incendio en donde murieron muchos soldados del ejército de Atahualpa, viéndose obligado a cruzar el río Cotabambas; Huáscar Inca Yupanqui, comete un error al no perseguirlos. Se dice que no lo hizo al considerar que esto de perseguir enemigos huyendo "no era digno de un Inca".
Al día siguiente del cruce del río Cotabambas, Huáscar Inca Yupanqui ordena al general Topa Atao, que persiga a las huestes de Atahualpa, por una hondonada; ahí se enfrentan nuevamente los ejércitos y Atahualpa, derrota esta vez a Topa Atao, a quien toma prisionero, a la vez que ordena a Quízquiz, que ataque por la retaguardia del ejército de Huáscar Inca Tupanqui. El Sapa Inca cuzqueño cayó en la trampa, es derrotado y tomado prisionero. Regresa Challcuchimac a Guanacopampa, en donde se enfrenta al grueso del ejército de Huáscar, que desmoralizado por la captura del Sapa Inca cuzqueño, no ofreció una resistencia organizada, tomando prisionero en ella, al general Tito Atauchi.
El victorioso ejército inca de Atahualpa, inicia su marcha hacia la ciudad imperial del Cuzco, quedando Huáscar Inca Yupanqui, preso en Quiuipay, con custodia especial. Arriban a Yavira, en donde descansa el ejército. Enterados en el Cuzco de lo acontecido, viajan a Yavira, parte de la nobleza cuzqueña, para presentar su saludo al nuevo "Sapa Inca" Atahualpa, quien no se encontraba en esa llacta. Challcuchimac, ordenó castigar ejemplarmente al general huascarista Huanca Auqui y a los villaomas Apo Challco Yupanqui y Rupaca, bajo la acusación de “haber entregado la mascaypacha a Huáscar Inca Yupanqui”. Luego, los ejércitos de Atahualpa, tomaron el Cuzco sin resistencia alguna.
Tomado el Cuzco, Atahualpa, envió con poderes especiales a Cusi Yupanqui, para castigar a los partidarios de Huáscar Inca Yupanqui. De todo lo que ejecutó Cusi Yupanqui, una quedó clara, y fue la de aniquilar la panaca de Túpac Inca Yupanqui y el linaje de Huáscar Inca Yupanqui. “En efecto, las mujeres, hijos y deudos de Huáscar Inca fueron ejecutados. Destruyeron el mallqui de de Túpac Inca Yupanqui, quemándolo en un despoblado. Ese acto era considerado en ese tiempo como el más vil de los castigos. Luego, persiguieron y mataron a todos los integrantes de su panaca, incluyendo a sus mamaconas, yanas y demás servidumbre”.
Cuando Atahualpa, se encontraba en Huamachuco, preparándose para viajar al Cuzco, llegaron unos mensajeros enviados por los curacas de Paita y Tumbes. Le informaron que habían llegado unos “extraños personajes que habitaban unas casas flotantes y montaban unos enormes animales”. Atahualpa, ordenó trasladar a Huáscar Inca Yupanqui a Cajamarca, hacia donde él se dirigió, para estar al tanto de los movimientos de los intrusos. Huáscar Inca Yupanqui, fue asesinado antes de culminar su viaje a Cajamarca, por orden de su hermano Atahualpa.

## Límites del Tahuantinsuyo
El Sapa Inca Huayna Cápac, fue el último gobernante Inca que expandió el territorio del Imperio. Durante su reinado, el territorio inca comprendía parte de Perú, Bolivia, Ecuador y Chile y algunas zonas del sur de Colombia y el noroeste de Argentina. Fueron los límites territoriales, los siguientes:
- Por el norte: el río Mayo o río Angasmayo, o Nudo de Pasto. pequeño afluente del Río Patía (2° latitud norte), en Colombia. La sede del asentamiento norteño más importante, estuvo ubicado en la actual ciudad de Pasto (departamento de Nariño, Colombia), ubicada a 1°4′18″ de latitud norte.
- Por el sur: en Chile, en el río Maule, a los 35°6′9″  de latitud sur. La construcción inca más austral encontrada hasta la fecha, el Pucará del Cerro La Muralla, se ubica mucho más al norte. Un presunto avance posterior solo contado por crónicas españolas posteriores, pero no comprobado arqueológicamente ni aceptado históricamente, dice que se habría logrado llevar este límite más al sur, hasta el río Biobío en Chile [cita requerida], a los 37°23′7″ latitud sur.
- Por el sureste: el noroeste de Argentina, en la zona de Tucma (Tucumán).
- Por el este: los contrafuertes andinos de la región andino–selvática o rupa rupa.
- Por el oeste: al océano Pacífico.

Aproximadamente, tenía una extensión territorial de 1.731.900 km², fue el Estado libre más grande del hemisferio sur; su distribución comprobada abarcaba desde las regiones de Pasto a Maule, aunque algunos cronistas afirman que la expansión llegó hasta el Biobío, desbordando por el norte el círculo ecuatorial y pasando con holgura, por el sur, el trópico de Capricornio. En línea recta de la punta norte a la sur del Imperio, había 4.240 km. Se calcula la población incaica entre 13.000.000 a 15.000.000 de habitantes (D. Noble Cook); al respecto hay varias teorías, las hay alcistas, que elevan esa cifra a 35.000.000 (Means), las bajistas, la calculan en 3.000.000 (Rosenbalt).
El Cuzco, Cusco, Cozco o Qosqo, está ubicado a 3.399 m s. n. m., con coordenadas 13°31′18″ de latitud sur y 71°58′49″ de longitud oeste (U.T.M. = N8503193.273, E177331.896), a orillas de los ríos Huatanay y Tulumayo, afluentes del río Vilcanota, en la región Quechua, en los alrededores destacan los cerros Huanacaure, Senca, Sacsayhuamán, Picchu y Socorro. En su época de mayor apogeo, llegó a tener una población de 300.000 habitantes (población mayor de las ciudades españolas de Valencia, Granada, Sevilla, Toledo y Barcelona, juntas). “Tenía 225 mil habitantes más que Valencia, la urbe más poblada de España. Por eso, los cronistas españoles no se atrevieron a comparar su esplendor, grandeza y población con los de ninguna otra ciudad española”.
Partiendo del Cusco Imperial, el territorio Inca (Tawantinsuyu), estaba dividido en cuatro suyos:
- Antisuyo, al este;
- Collasuyo, al sur;
- Chinchaysuyo, al norte;
- Contisuyo, al oeste.

Cada suyo, estaba dividido en huamanis (10 000 familias cada huamani) o provincias, que fueron la base de los corregimientos en la época española y de las provincias en la época republicana.
Los límites anteriormente descritos, fueron los que encontraron los españoles a su llegada al Perú, nombre con el que ya se le conocía desde antes, al territorio que ocupó el Imperio inca.
No podemos comparar las culturas Mesoamericanas con la Inca, por cuanto esta última superó en la forma de conceptuar la Nación y el Estado. Como ejemplo único se anotará que el Estado Inca, garantizó, el trabajo y la alimentación de la Nación Quechua, fundada en la agricultura, y ésta, en un perfecto uso racional del elemento primordial y a veces escaso: el agua. Desarrollaron una ingeniería hidráulica sin par en el mundo; ganaron tierras al cerro, mediante la andenería, ampliando su frontera agrícola, y con ello, garantizaron el desarrollo sostenido del Imperio; paralelo a ello, un poderoso ejército, garantizaba la Seguridad del Imperio (léase Seguridad Nacional); de las investigaciones en este terreno, no hay noticias que algún gobernante del imperio, haya descuidado ni la organización social, ni la político–administrativa y menos aún la militar. Mientras, las culturas Mesoamericanas, deforestaron bosques y cuando las tierras se agotaban, pues… simplemente mudaban las ciudades. Sin embargo, también organizaron su seguridad y tuvieron ejércitos poderosos.